# Cultura afro-gaúcha

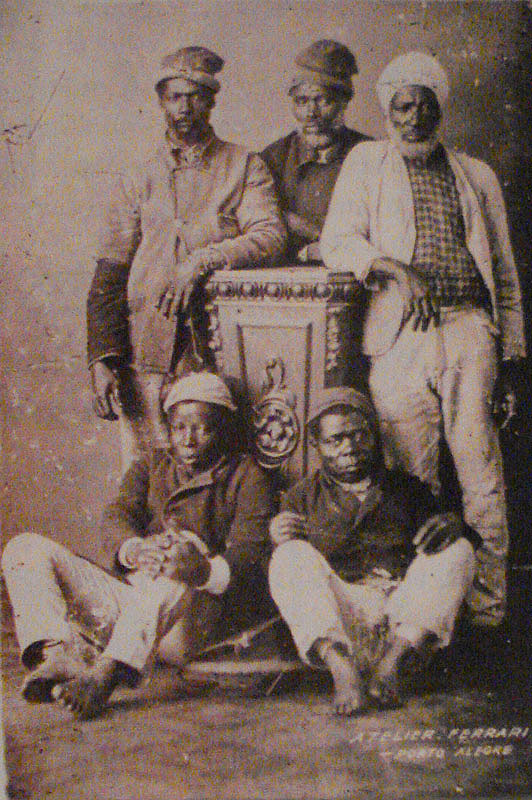
Negros forros de Porto Alegre em 1884.

Cultura afro-gaúcha se refere à história, atributos e valores da cultura afro-brasileira no estado brasileiro do Rio Grande do Sul. 
Os negros chegaram ao estado como escravos no início do século XVIII. Nos primeiros tempos foram empregados principalmente nas charqueadas, mas logo passaram atuar em uma variedade de ofícios braçais no campo e nas cidades, participando decisivamente da consolidação da economia regional, além de desempenharem papel relevante em operações militares. Mas submetidos a frequentes maus tratos, vistos como simples mercadoria e como força de trabalho que podia ser superexplorada, sua vida em geral era miserável. Depois da abolição da escravatura em 1888, começaram um lento processo de recuperação da sua dignidade e de valorização das suas origens e costumes, processo muito dificultado pelo grande preconceito que existiu e ainda existe contra os afrodescendentes. 
A partir da década de 1970, quando o combate à discriminação racial passou a ganhar mais visibilidade e força política, sua cultura e história começaram a ser estudadas pelas academias. Sendo uma área de pesquisa recente, ainda há muitos aspectos mal conhecidos, e suas especificidades ainda são mal delimitadas. Porém, ao contrário do que rezavam mitos construídos pela historiografia mais antiga, já foi possível estabelecer que a presença negra no estado foi significativa desde o início, embora permaneça como uma etnia minoritária. Da mesma forma, a cultura desenvolvida pelos afrodescendentes no Rio Grande do Sul não foi inexpressiva como se costumava alegar. Ao contrário, floresce há muito tempo com muito vigor e diversidade, dando uma contribuição importante para a formação da cultura e da sociedade estadual, mas foi e ainda permanece menosprezada. Por outro lado, o movimento negro gaúcho tem conseguido ganhar crescente espaço e tem feito importantes conquistas em múltiplos níveis, que estimulam o debate, contribuem para a formação de uma nova consciência coletiva e sedimentam uma cultura que se diferencia de outras expressões afro do Brasil, mas mantém ligações com elas.

## A presença negra no Rio Grande do Sul

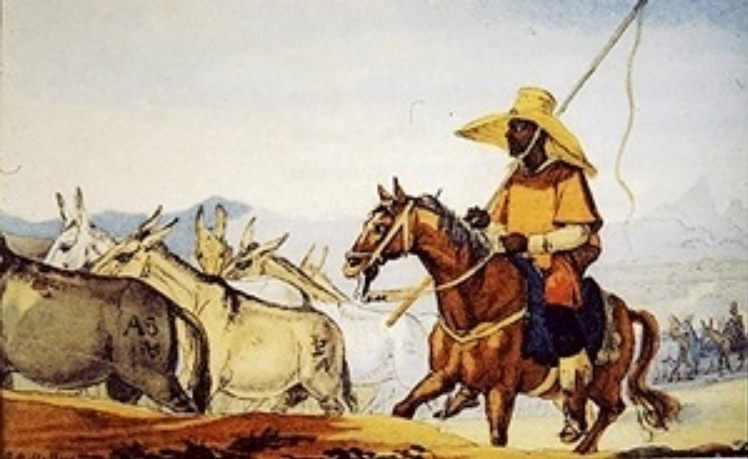
Escravo conduzindo uma tropa de mulas na província de Rio Grande, em aquarela de Debret.

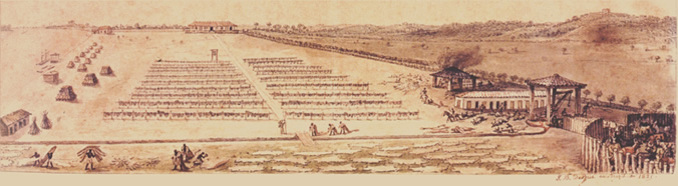
Charqueadas gaúchas em aquarela de Debret.

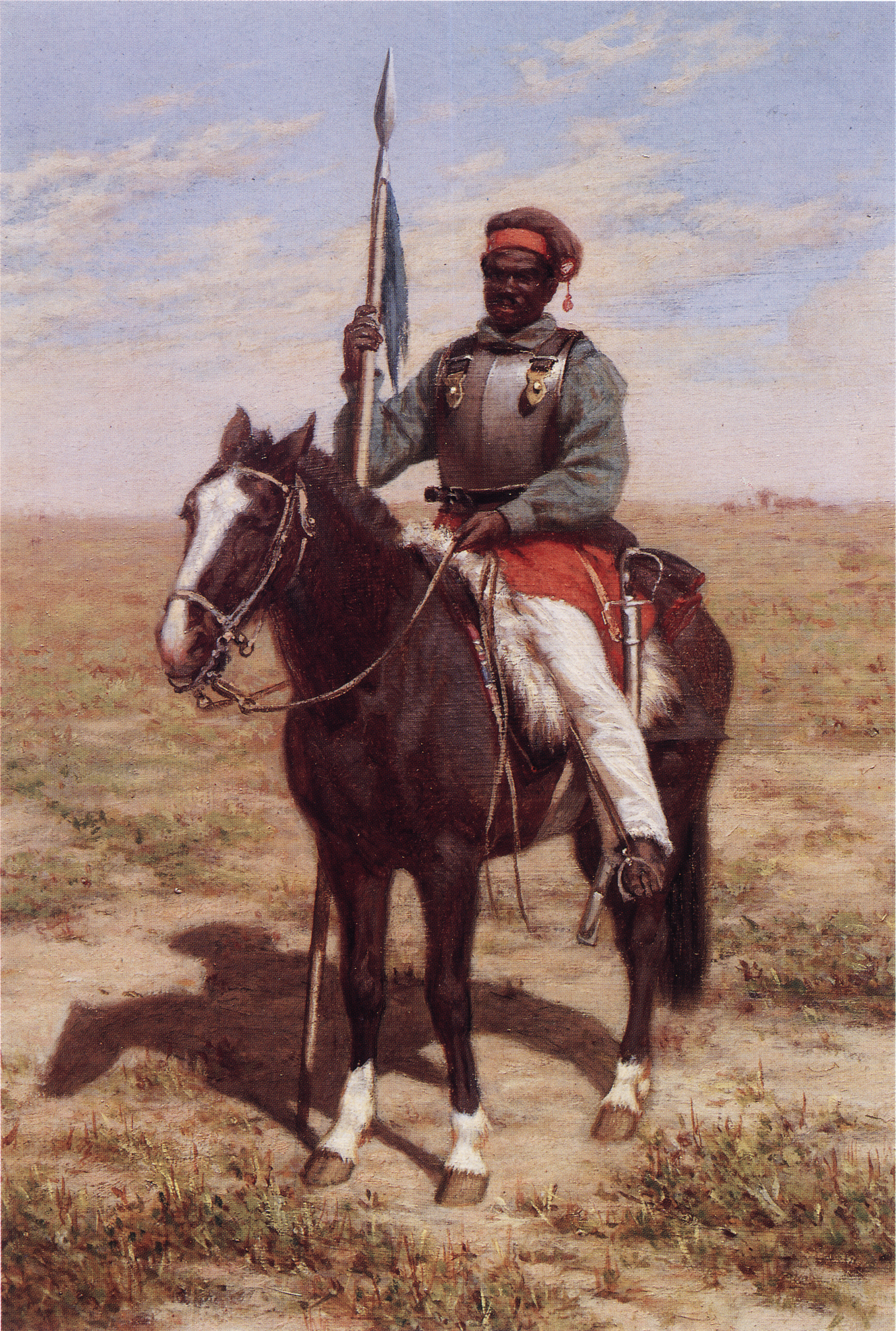
Retrato de um Lanceiro Negro, óleo de Juan Manuel Blanes.

Como parte do antigo Reino de Portugal e depois do Império do Brasil, o Rio Grande do Sul compartilhou com as outras partes do país a cultura escravocrata introduzida desde os primeiros tempos da colonização portuguesa. A presença de escravos negros é atestada no estado desde o início do século XVIII, quando o território começou a ser conquistado à Espanha, que primitivamente era senhora dessas terras por força do Tratado de Tordesilhas. Entre 1725 e 1727 um grupo liderado pelo português João de Magalhães, composto em sua maioria de escravos, foi incumbido de proteger a barra da Lagoa dos Patos em Rio Grande, fundar um registro para cobrança de taxas sobre o gado destinado a Laguna e fazer alianças com os índios. Em 1727 o sargento-mor Francisco de Souza Faria abriu com a ajuda de escravos um caminho pela Serra do Nordeste para facilitar a passagem de gado do sul para os mercados do centro do país. Participaram também da expedição comandada pelo brigadeiro José da Silva Pais para fundar o Forte Jesus, Maria, José em 1737, na Barra de Rio Grande. 190 escravos acompanharam o Exército Demarcador, encarregado de implantar as determinações territoriais estabelecidas pelo Tratado de Madri de 1750, e outros chegaram junto com os povoadores açorianos. Porém, é provável que tenham aparecido bem antes, junto com as expedições exploradoras de bandeirantes e tropeiros que ocorriam desde o século XVII.
No século XVIII os escravos foram empregados principalmente nas estâncias de criação de gado que foram sendo fundadas. Em 1780 foram registrados 5.102 escravos no estado, cerca de 29% da população total, não incluindo os forros. A partir da primeira década do século XIX sua presença mais que dobrou, quando a cultura das charqueadas ganhava corpo como a principal atividade econômica da então província e exigia maior mão-de-obra. Segundo Gitibá Faustino, "a exploração do ouro em Minas Gerais, no século XVIII, teve importância fundamental no desenvolvimento das charqueadas gaúchas, que se transformaram na fonte abastecedora de carne para a região aurífera".
Grande parte dos africanos sequestrados, vinha do Rio de Janeiro, entrando pelo porto de Rio Grande. Segundo Gabriel Berute, 71% deles eram capturados na África Centro-Ocidental (principalmente Benguela e Angola); 26% na África Ocidental e o restante da África Oriental. A maioria era de pessoas adultas do sexo masculino. Na década de 1830 o tráfico negreiro começou a sofrer progressivas restrições, mas há evidências de que continuou de forma clandestina, embora minimizado. Neste século sua presença é registrada também na região das Missões e na região do Vale do Rio dos Sinos, e já eram numerosos nos maiores centros urbanos (Porto Alegre, Rio Grande, Pelotas), desempenhando diversas funções e ofícios, mas sua maior concentração permanecia no campo, ligados às atividades agropecuárias e charqueadoras.
Eram sempre requisitados em tempo de guerra, e há muitos registros atestando sua bravura. Durante a Revolução Farroupilha (1835-1845), quando compunham mais de um terço das forças revoltosas, junto com mestiços, índios e escravos fugitivos do Uruguai, desempenharam papel relevante, destacando-se especialmente os Lanceiros Negros, batalhões formados por forros, que foram dizimados no Massacre de Porongos, um episódio que se tornou emblemático e que tem alimentado uma extensa polêmica. Começava a se formar também uma considerável população mestiça. O contingente negro e mestiço formado no estado foi grande: no censo de 1814 havia mais não-brancos que brancos; na abolição da escravatura em 1888, o estado era o sexto do país em número de escravos. Em Pelotas, por exemplo, os negros e pardos perfaziam 30,7% da população, e em Rio Grande, 27,4%. Essa força de trabalho foi a responsável por grande parte do processo de emancipação econômica do estado, principalmente pela sua maciça presença nas charqueadas, que até fins do século XIX foram a maior fonte de divisas. Atualmente os afrodescendentes compõem cerca de 20% da população gaúcha e têm contribuído de maneira significativa em múltiplas áreas da cultura e sociedade.

## Florescimento cultural

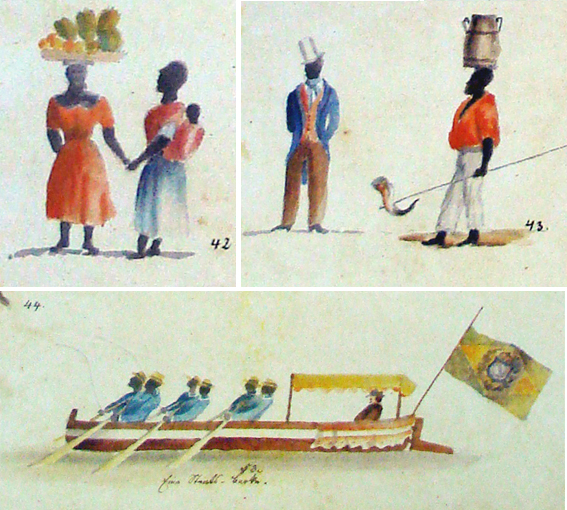
Negros do Rio Grande do Sul em 1851, aquarela de Herrmann Wendroth.

Foi nas cidades, especialmente em Porto Alegre, que os negros começaram a ensaiar formas de resistência ao domínio branco, e os quilombos, formados com escravos fugidos, teriam um papel importante na preservação da sua história, cultura e identidade e nas lutas pela liberdade. Alguns indivíduos começaram a acumular algum modestíssimo patrimônio, por exemplo, quando eram escravos "de ganho", alugados a terceiros para prestação de serviços mas podendo guardar uma pequena parte dos lucros. Uma pesquisa de Paulo Roberto Moreira mostrou que no século XIX foram concedidas mais de dez mil alforrias em Porto Alegre, e cerca de 37% delas foram pagas pelos próprios escravos, mas somente 19,23% foram gratuitas, ou seja, não impunham nenhum vínculo condicionante ou obrigação. A grande maioria exigia trabalho até a morte do senhor, ou por algum período determinado antes de ser efetivada.
Alguns também conquistavam algum reconhecimento social, especialmente os forros, que podiam se dedicar a ofícios independentes com competência e sofriam um preconceito ligeiramente menor. É de notar o caso de Inácio José Filgueira, mulato que comprou sua alforria e pôde ocupar por muitos anos, no início do século XIX, a alta posição de mestre de capela da Antiga Matriz de Porto Alegre, mas, tipicamente, não sem enfrentar constante oposição. Estudando o caso de Pelotas, mas refletindo uma realidade geral, Beatriz Loner disse: 
"Praticamente não houve profissão manual que não tivesse representantes dessa etnia em seu desempenho, tanto no período imperial quanto na República. [...] Havia muitos trabalhadores especializados entre eles, operários artesãos que exerciam suas atividades no meio urbano, como assalariados ou donos de pequenas oficinas. [...] A quantidade de negros urbanos e livres, na última década do Império, era de tal ordem que permitiu fossem criadas duas entidades de artesãos majoritariamente negros na cidade, sendo que a primeira delas, criada em 1880, contava com cerca de 40 integrantes, quando de sua fundação, todos livres".

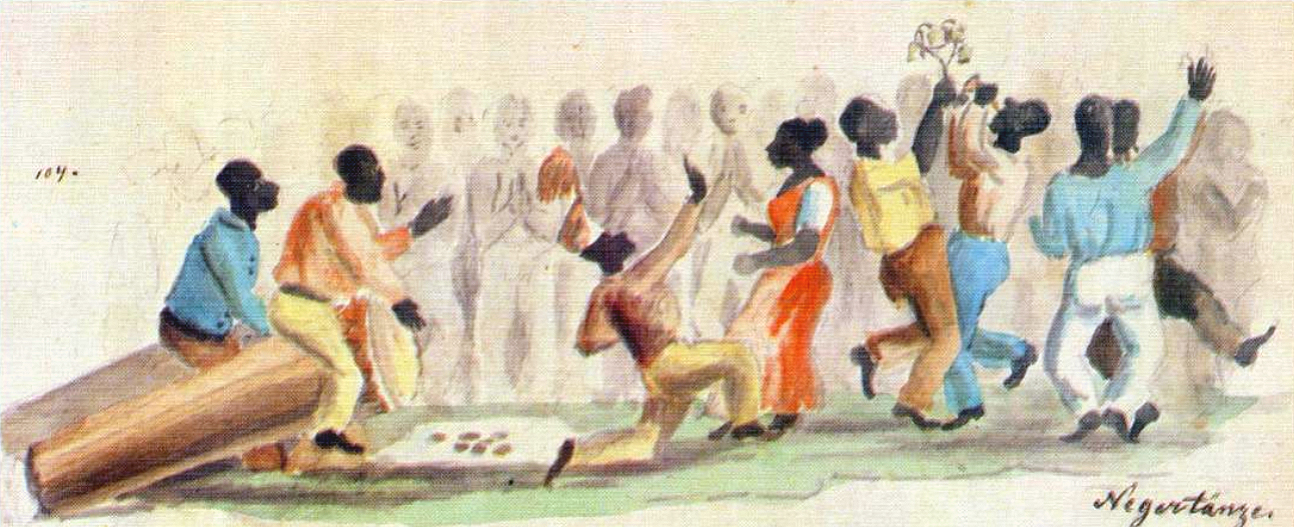
Danças negras, registro de 1851, aquarela de Herrmann Wendroth

Muitos escravos de Porto Alegre, por outro lado, foram autorizados a viver em casas próprias, e podiam alugar cômodos, fazendo alguma renda extra. Viver em casa própria permitia também um melhor cultivo da sociabilidade. Em Porto Alegre se formaram vários guetos, onde se concentrava a população negra e mestiça. A Cidade Baixa foi um dos principais. Em outros centros, como Rio Grande e Pelotas, ocorria um processo similar. Nesses núcleos nasceu uma cultura própria, marcada pelas tradições trazidas da África, geralmente amalgamadas com a cultura branca, e expressas principalmente nos festejos, nos cultos religiosos. Resultou na formação de uma grande quantidade de sociedades negras (ou clubes sociais negros), com fins bailantes, teatrais, musicais, recreativas, assistencialistas, esportivas, artísticas, educativas e de mútuo socorro. Pela própria natureza de algumas dessas sociedades, evidenciam a existência de um processo de qualificação profissional e intelectual dos negros.

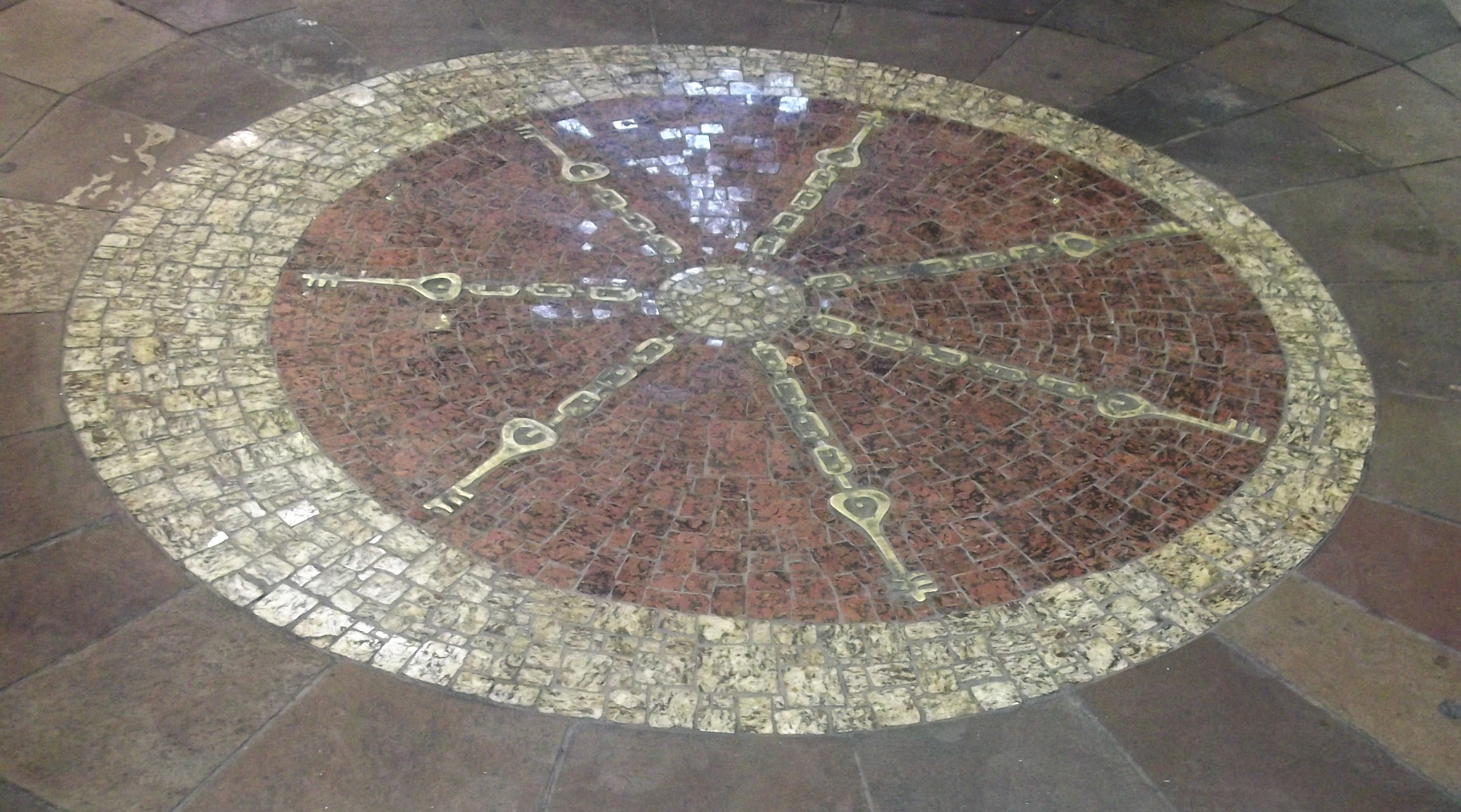
Mosaico assinalando a entronização do Bará (orixá) do Mercado Público de Porto Alegre.

No campo religioso desde o século XIX são registrados cultos de matriz africana no estado, e atualmente o Rio Grande do Sul é o estado onde as manifestações afro têm maior aceitação em todo o Brasil, superando mesmo a Bahia e o Rio de Janeiro, atraindo interessados de todas as camadas sociais, com algumas formas de ampla penetração como o Batuque, a Umbanda e a Linha Cruzada, que compartilham alguns elementos com similares existentes no Brasil mas desenvolveram características próprias, e que Ari Pedro Oro chama de "religiões afro-gaúchas", além de manifestações mais localizadas como o Moçambique de Osório, o Quicumbi de Rio Pardo e os Ensaios de Mostardas. Também no tradicional culto católico deixaram sua marca. Em quase todas as cidades de alguma importância formaram-se no século XIX irmandades católicas de negros e pardos, dando origem a tradições diferenciadas. Destacavam-se as irmandades do Rosário, em geral bastante prestigiadas, fundadoras de várias igrejas, contribuindo para abrandar os preconceitos e valorizar os negros como "pessoas de bem".
A cultura afro-gaúcha, irresistivelmente, tomava corpo. Festejos de rua como o carnaval tinham maciça presença negra. A música florescia nos sambas, nos choros, nas marchas, nas canções românticas, produzindo mais tarde personalidades de grande projeção. O próprio vocabulário regional conta com centenas de palavras de origem negra. Também contribuíram com jogos, lendas, culinária e ditados, como "O machado esquece; a árvore recorda", e "O cavalo que chega cedo bebe a água boa".

## Processos de branqueamento e uma historiografia de ocultamento

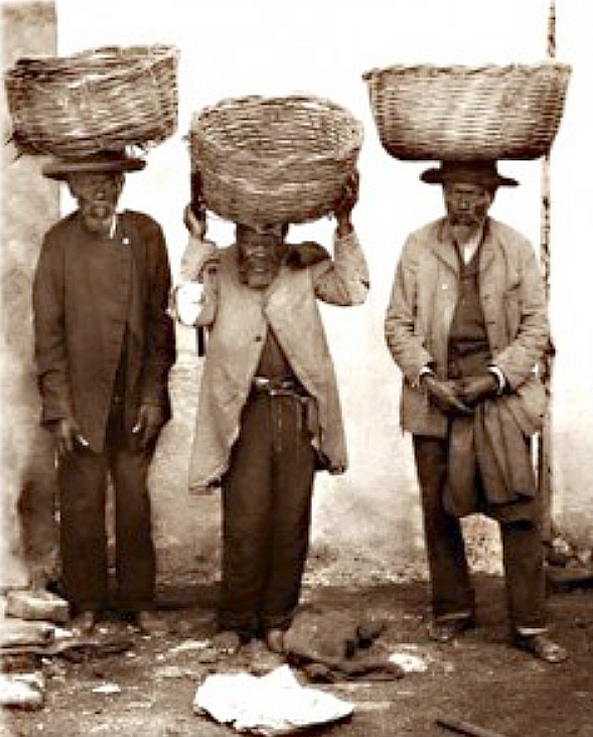
Negros de Porto Alegre em 1895, foto de Colembusch.

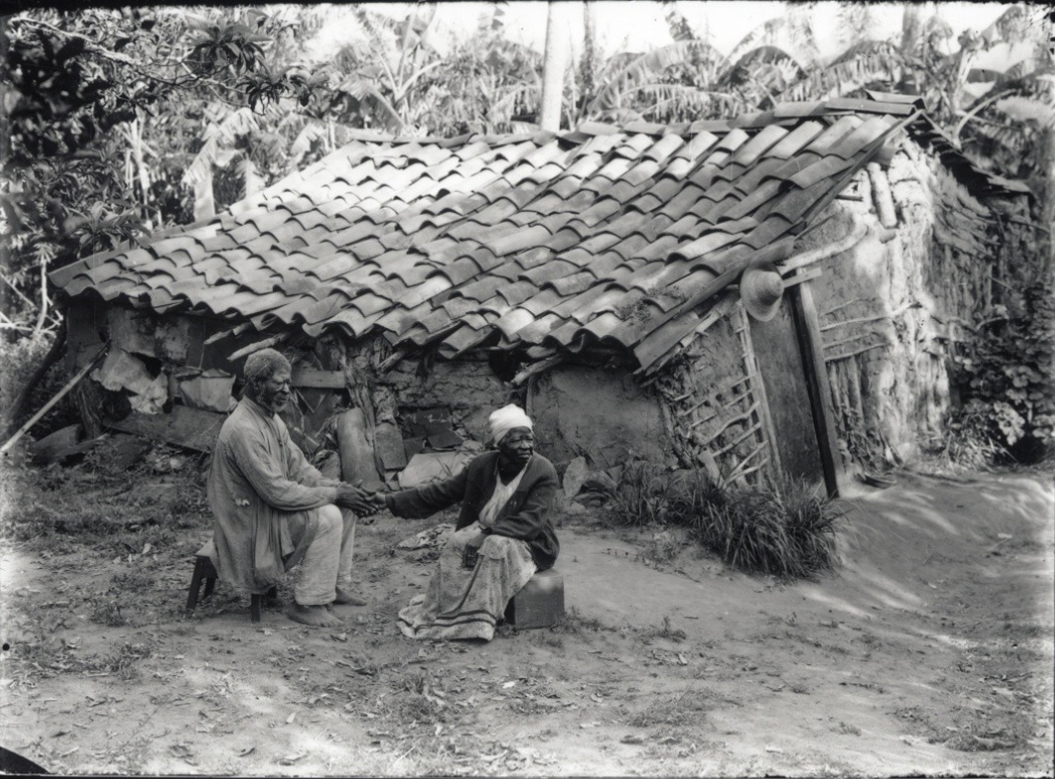
Negros de Porto Alegre em torno de 1900, foto de Lunara.

Apesar de todo esse florescimento de uma cultura negra no estado, os grupos afrodescendentes interagiam com dificuldade com a sociedade branca, e a tendência era de permanecerem como mundos separados. Houve, de fato, desde os primeiros tempos da escravidão, um esforço da oficialidade em converter os negros à cultura dominante, um esforço deliberado de branqueamento cultural e de apagamento da memória negra. A introdução de grandes levas de colonos alemães e italianos no século XIX foi parte importante da tentativa de branquear a sociedade sulina, e a chegada desses colonos fez os negros perderem muitos espaços de atuação, considerados trabalhadores menos capacitados, menos saudáveis e de moralidade inferior.
A abolição da escravatura não mudou sua situação para melhor, passando a viver de sub-empregos e morando em sub-habitações, sem condições básicas de educação, saúde e saneamento. Segundo José Antônio dos Santos, 
"O processo de industrialização e urbanização que foi instaurado, no final do século XIX e início do XX, exigiu de toda a sociedade brasileira novas formas de organização social e política. Os trabalhadores negros que haviam sido os suportes da acumulação primitiva de capital nas charqueadas do Rio Grande do Sul, com o início do processo de imigração em 1824, vão ocupar cada vez mais as bordas do capitalismo emergente. Nas cidades, a maioria morava nos piores lugares, nos cortiços, nos morros e zonas alagadas; no meio rural se tornaram agregados e afilhados que trabalhavam para comer e morar nas terras dos antigos senhores. No período pós-abolição o racismo anti-negro foi o componente fundamental da construção da ideologia e cultura gaúchas".
Teorias de melhoramento racial e buscas de explicação racional para o racismo, como as defendidas por Nina Rodrigues e Oliveira Vianna, que alcançavam considerável repercussão na época, desestimulavam a mestiçagem ou pregavam a inferioridade cultural, intelectual e genética do negro, complicando a sua situação. Durante o governo de Getúlio Vargas a campanha nacionalista de abrasileiramento compulsório de "quistos socioculturais" para homogeneizar a sociedade, apagando as diferenças étnico-culturais, tornava o quadro ainda mais complexo e desafiador. Nas palavras de Patrícia da Silva Pereira, 
"Toda a questão social deste início de século XX passava pelo problema da proliferação dos estudos eugenistas, do racismo científico e da progressiva expansão das ideias de branqueamento no Brasil, onde governantes e população das classes mais abastadas divulgavam a necessidade de ampliar a vinda dos imigrantes europeus brancos, que 'clareariam' a população brasileira, tendo uma esperança de que, mesmo miscigenando com negros e índios, poderiam 'salvar' o futuro de toda uma nação, com genes mais puros e mais passíveis de sucesso social".

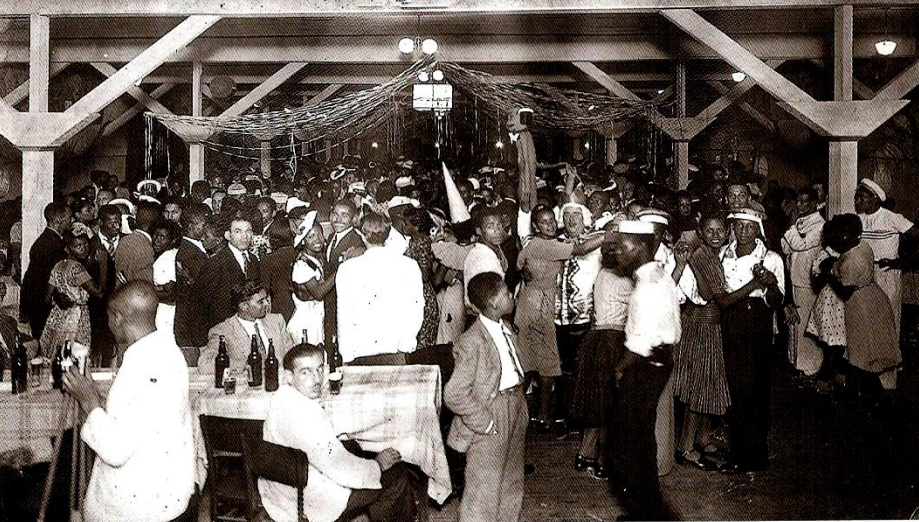
Festa no Salão Modelo da Colônia Africana em torno de 1920

Ao longo do século XIX, e entrando no século XX, programas de higienização urbana e modernização urbanística, por sua vez, procuraram afastar os negros para as periferias das cidades. Em Porto Alegre, nos anos 1950-60 comunidades negras inteiras, como as de Cabo Rocha, Ilhota, Colônia Africana e Areal da Baronesa, foram removidas do centro e despejadas nas zonas periféricas sem nenhuma infraestrutura, formando bairros como a Restinga e Vila Jardim.

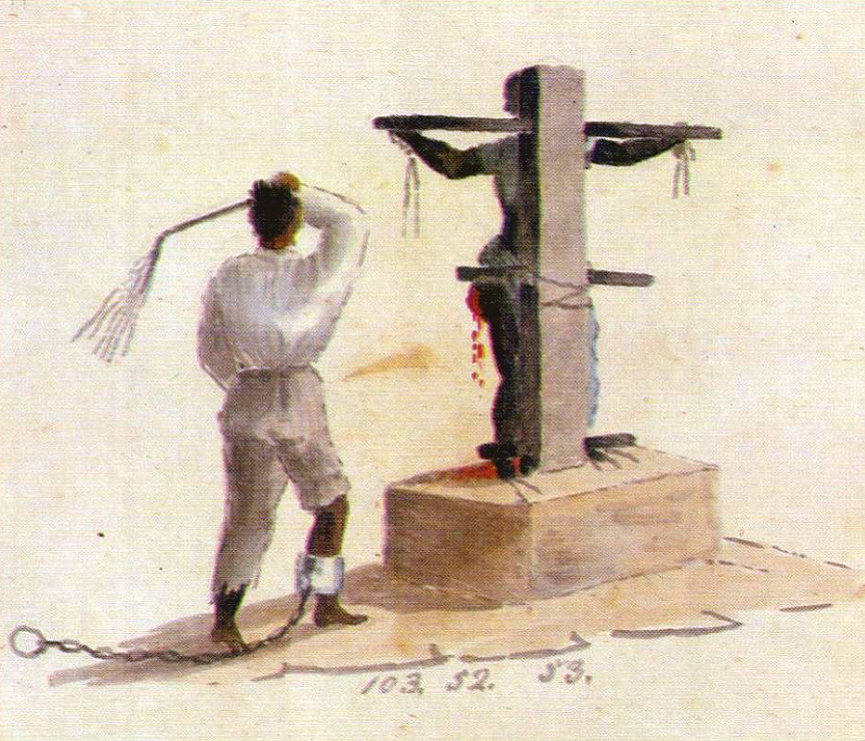
Negro no pelourinho, registro de Herrmann Wendroth no Rio Grande do Sul em 1851

Esse processo tinha um importante reflexo na historiografia. Escritores do século XIX procuraram anular as peculiaridades dos diferentes grupos negros, homogeneizando e estereotipando uma cultura originalmente dinâmica e polimorfa, e ao longo do século XX, por muito tempo, se afirmou que no século XIX havia existido no estado uma espécie de "democracia racial", onde os escravos eram tratados com bondade e tinham uma qualidade de vida muito superior à dos outros estados. É um exemplo a fala do presidente da província às vésperas da abolição da escravatura em Porto Alegre, em 1884, que estabeleceu uma forma de liberdade condicionada a trabalhos compulsórios adicionais por alguns anos, declarando que "os libertos hão de preferir em sua grande maioria acompanhar os seus antigos benfeitores, porque no Rio Grande do Sul a escravidão foi sempre uma instituição familiar, participando o escravo de todas as vantagens dos senhores, aos quais devem estar hoje presos pelos laços de gratidão e de cuja inteligência e experiência não podem prescindir". Também se afirmava que a presença negra havia sido insignificante, e que a cultura estadual havia sido construída pelos brancos. Os estudos recentes, que nas últimas décadas têm se multiplicado às centenas, têm provado que essas afirmações são mitos e não correspondem aos fatos, e têm documentado o tratamento desumano e cruel ao qual a maioria dos escravos era submetida e a larga contribuição dos negros à cultura.
No Rio Grande do Sul a figura do gaúcho foi enaltecida pelos historiadores como a síntese de um povo formado basicamente por descendentes de portugueses e essencialmente campeiro: um homem viril, corajoso, apegado às tradições e acostumado à independência e à liberdade. Essa imagem gerou um rico folclore e se constituiu no elemento fundador de toda uma identidade sociocultural regional, cuja artificialidade não impediu uma vasta e profunda penetração popular, muito incentivada por instâncias oficiais, e que até a década de 1960-70 praticamente apagou a contribuição de outras imigrações e etnias. Nas palavras do etnólogo Ruben Oliven, "se a construção dessa identidade tende a exaltar a figura do gaúcho em detrimento dos descendentes dos colonos alemães e italianos, ela o faz de modo mais excludente ainda em relação ao negro e índio".

## Reconhecimento e a longa luta contra o racismo

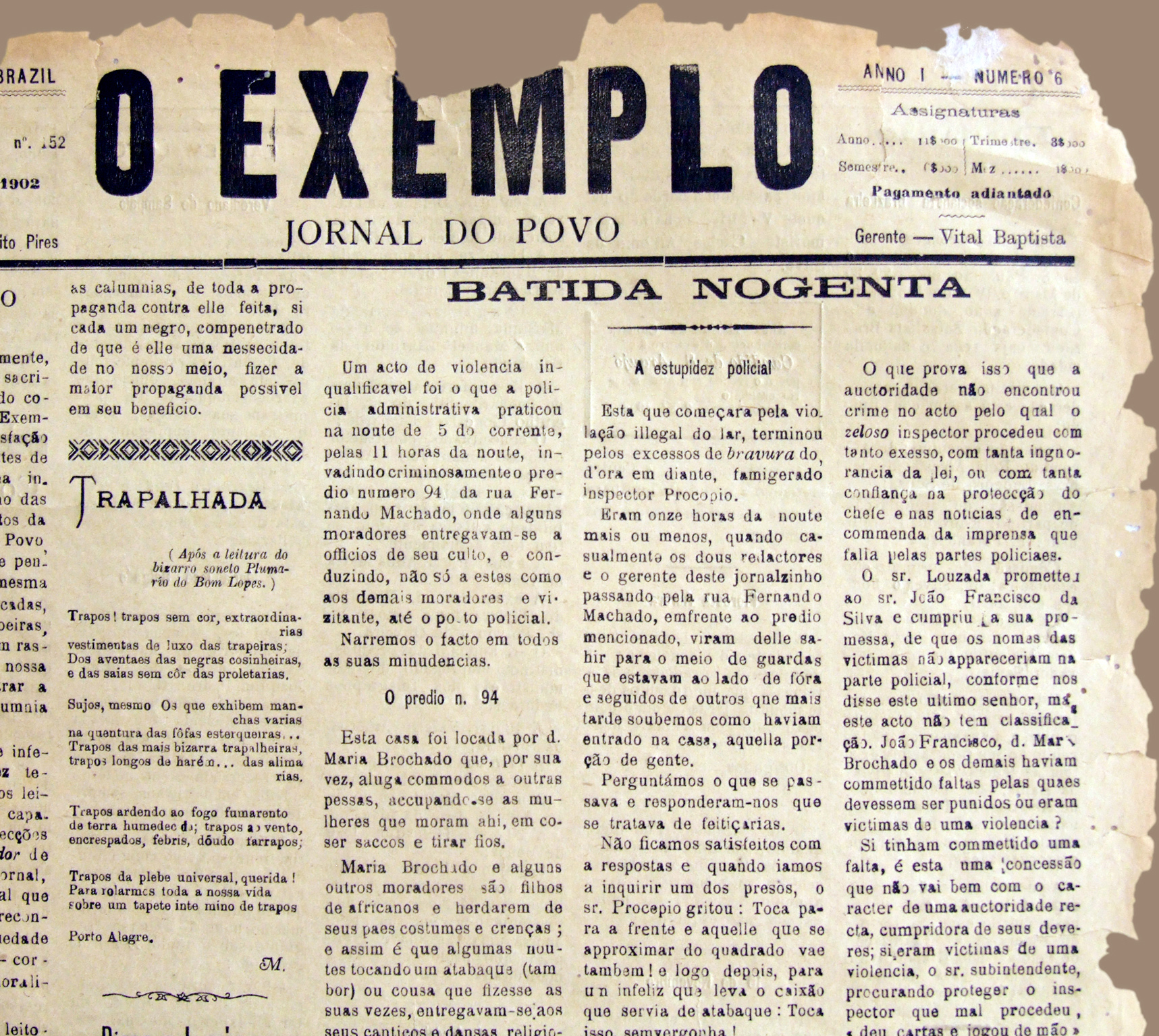
Detalhe de uma edição de O Exemplo de 1902.

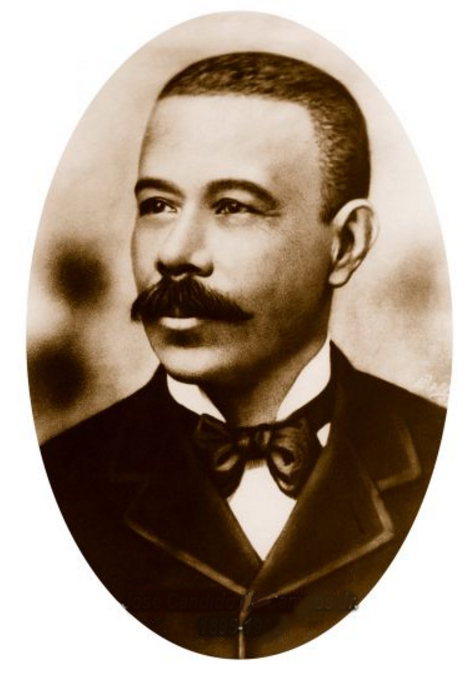
José Cândido de Campos Júnior, intendente de Caxias do Sul.

O movimento para o resgate e valorização da cultura afro-gaúcha não é recente. Muitas iniciativas foram registradas ao longo do século XX, a começar com uma série de periódicos fundados e dirigidos por negros, dedicados a defender suas bandeiras, especialmente nos campos da discriminação, identidade, organização coletiva, educação e formação profissional, como O Tagarela (Rio Grande), A Alvorada (Pelotas), e O Exemplo (Porto Alegre). Nas três primeiras décadas pós-abolição foram fundadas em Pelotas mais de 50 entidades associativas negras; em Porto Alegre surgiram 72 clubes e sociedades recreativas, além de várias associações de mútuo socorro, que tiveram um papel central na organização da etnia. Irmandades religiosas continuavam em atividade, estreitando e fortalecendo os laços coletivos. Segundo José Antônio dos Santos, 
"Embora o caráter gregário faça parte de um ethos africano, hoje festejado como 'africanidades', temos ainda a influência marcante do catolicismo na cultura afro-brasileira, que também incentivou a organização social e a solidariedade étnico-racial. As sociedades mutualistas ou de socorros mútuos, reconhecidas pela historiografia do movimento operário como os primórdios da organização dos trabalhadores, fundadas nas primeiras décadas da República, tinham objetivos muito aproximados com as irmandades e ordens terceiras dos séculos anteriores. O atendimento nas doenças, o auxílio financeiro nas dificuldades materiais e nas cerimônias fúnebres dos sócios, eram comuns nas irmandades negras e nas mutuais operárias. O ingresso em ambas representava o reconhecimento social, a possibilidade de estabelecer contatos, laços de solidariedade e a tentativa de contornar ou resolver aqueles problemas. As irmandades negras representavam a classe dos homens de cor tendo como princípio a religiosidade, as mutuais foram o princípio da classe operária em formação. As duas formas de organização social tiveram sempre a presença destacada da etnia negra e foram, muitas vezes, frequentadas pelas mesmas pessoas. Dessa forma, a partir da experiência adquirida, algumas lideranças negras tiveram a preocupação de fundar os primeiros sindicatos".

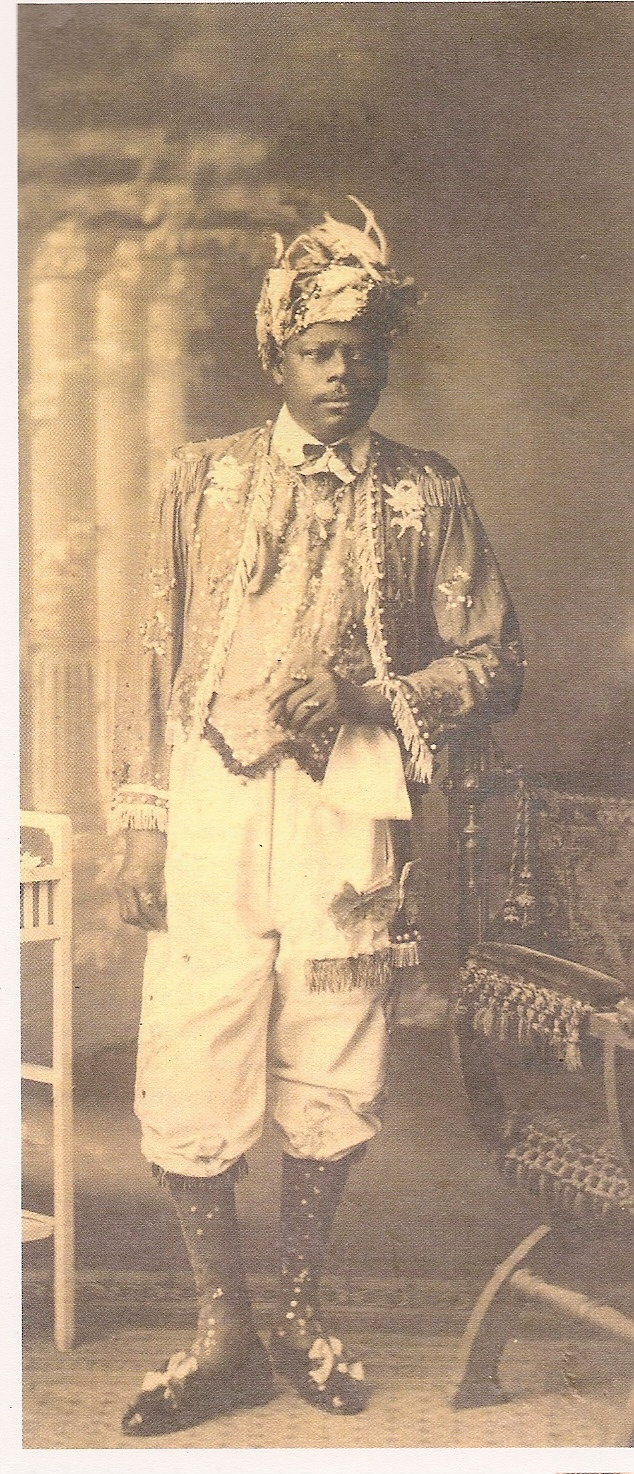
O príncipe Custódio

Muitos negros começavam a ganhar espaço e respeitabilidade nas profissões liberais, no ensino, na organização sindical e outras áreas, como Dario de Bittencourt, livre-docente e catedrático de Direito na UFRGS e diretor do jornal O Exemplo, Paulino Azurenha, considerado por vários autores o melhor cronista literário do estado no início do século XX e uma importante figura do jornalismo, e José Cândido de Campos Júnior, advogado, promotor de justiça, intendente de Caxias do Sul e grão-mestre da loja maçônica Força e Fraternidade. Figura original e influente foi Custódio Joaquim de Almeida, alegadamente um príncipe africano, estabelecido em Porto Alegre e morto em 1935, carismático líder religioso e importante disseminador do batuque, tinha contatos na elite e na classe política e foi um agregador da comunidade negra. Sua figura foi cercada de um rico folclore e tornou-se um símbolo da luta antirracista e pela livre expressão de cultos africanos.
Grupos de fundo político também foram formados, com destaque para a Frente Negra Pelotense, criada em 1933, reivindicando o fim da discriminação racial e melhor qualidade de vida, lançando vários candidatos à deputação estadual, e especialmente a União dos Homens de Cor, fundada em Porto Alegre em 1943, que se espalhou por muitos estados brasileiros, focada na qualificação profissional, intelectual e política do negro e na luta pelo reconhecimento e pelos direitos humanos e sociais, num momento em que o movimento negro já tinha expressiva força política em âmbito nacional. Na década de 1950 Florestan Fernandes se impressionou com o vigor e estabilidade de várias entidades e associações negras no estado, um fenômeno que ele disse desconhecer em outras partes do Brasil. Em 1958 Porto Alegre sediou o primeiro Congresso Nacional do Negro, contando com delegações de vários estados, organizado por Valter Santos, da Sociedade Beneficente Floresta Aurora.
Porém, as dificuldades ainda eram muitas, e não raramente as iniciativas acabavam em nada por força da repressão ou da falta de amparo oficial. O processo ganhou novo fôlego, visibilidade e potência política quando passou receber a atenção acadêmica a partir dos anos 1970. Na década seguinte já haviam sido publicados mais de cem trabalhos, e na década sucessiva, mais de quatrocentos novos títulos apareceram. Desde lá os estudos se multiplicam sem cessar. Embora essa produção já tenha agido de maneira decisiva para derrubar alguns mitos historiográficos de grande influência no passado, os preconceitos em vários níveis ainda são fortes e os obstáculos continuam grandes. O estado tem um expressivo número de denúncias de racismo.
Muito das dificuldades para entender melhor a participação do negro na história regional deriva da sua própria invisibilidade historiográfica. Os registros significativos sobre ele até meados do século XX são poucos em relação aos relativos aos personagens brancos, e o desvendamento dessa história esquecida tem ocorrido em grande parte dos casos através da história oral preservada nas comunidades afrodescendentes, um tipo de estudo que tem dificuldades especiais pela própria ausência de documentação escrita e por isso enfrenta problemas de avaliação e validação. Além disso, segundo Maria Angélica Zubaran, "durante muito tempo, as memórias e histórias dos afrobrasileiros limitaram-se à reiteração do estigma da escravidão, à representação do negro como escravo, vítima submissa dos castigos e infortúnios sofridos na sociedade escravista, esquecendo-se e negligenciando-se suas lutas, conquistas e, sobretudo, sua história. Perdia-se de vista as reinvenções da cultura e da história afro-brasileira no período pós-abolição". De acordo com Rosane Rubert, é bastante típico nas comunidades afrodescendentes gaúchas um cuidado especial para com a preservação da memória, especialmente na transmissão de lembranças do tempo da escravidão, revelando "a preocupação dos seus ancestrais em transmitir às gerações que os sucederam os dramas de uma experiência coletiva que os reduziu à condição de não-humanos", construindo narrativas "das quais emerge uma historicidade que foi maciçamente suprimida, sistematicamente desonrada e incessantemente negada".

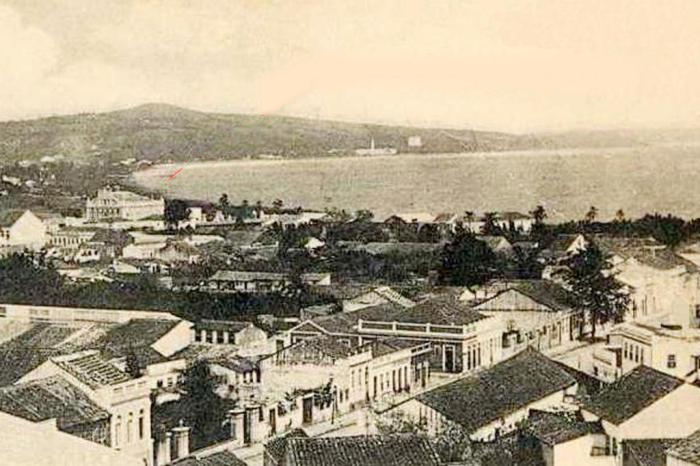
Na área mais vegetada, o Areal da Baronesa, antigo quilombo urbano de Porto Alegre. Um pequeno núcleo dele ainda sobrevive e foi reconhecido oficialmente.

Na época em que as academias iniciavam sua atividade neste campo, o movimento negro se reestruturava internacionalmente, não sendo diferente no Rio Grande do Sul. Em Porto Alegre surgiam em meados dos anos 1960 alguns grupo teatrais com importante impacto no cenário político e cultural negro da cidade. Pouco depois era fundado o Grupo Palmares, que segundo Deivison de Campos serviu como "um catalisador das demandas que pertenciam a toda comunidade negra porto-alegrense", desestabilizada com sua desterritorialização, expulsa dos seus antigos centros habitacionais e empurrada para as periferias, buscando "levar os negros à tomada de consciência de sua condição social. [...] A estratégia de branqueamento havia falhado em sua 'promessa' de integração e o discurso de democracia racial mostrou-se sem fundamentação prática. Restava a construção de uma nova alternativa, baseada agora na afirmação de uma identidade negra". O Palmares se tornou uma referência nacional e foi o autor da proposta de criação do Dia Nacional da Consciência Negra. Também surgia o Espaço Afro-sul Odomodê, um grupo de música e dança com importante trajetória, interessado na divulgação e valorização da cultura afro-brasileira e suas origens, além de desenvolver um trabalho social com jovens em situação de rua. No início da década de 1980 o Movimento Negro Unificado instalava um braço no Rio Grande do Sul, com vários Grupos de Trabalho ativos no interior do estado.
Outras formas de afirmação têm vindo do reconhecimento oficial de comunidades quilombolas, das quais há mais de 160 espalhadas pelo estado, até mesmo dentro de centros urbanos (quilombos urbanos). Em Porto Alegre existem pelo menos onze comunidades remanescentes de quilombos: Alpes, Areal, Família Machado, Família Lemos, Família Flores, Família Ouro, Fidelix, Família Silva, Kédi, Mocambo e Santa Luzia.  Essas comunidades constituem centros de resistência contra o esquecimento e como focos de promoção da dignidade, além de em muitos casos terem desenvolvido, sob condições adversas, ou até mesmo por causa delas, expressões culturais de características únicas, que acrescentam diversidade e riqueza ao panorama geral, dando visibilidade, como disse Paulo Sérgio da Silva, a "uma face pouco conhecida no trato das questões sociais no Rio Grande do Sul". Porém, como ocorre em outras áreas, o reconhecimento dessas comunidades tem sido marcado pela controvérsia, pelas dificuldades e pelos conflitos.

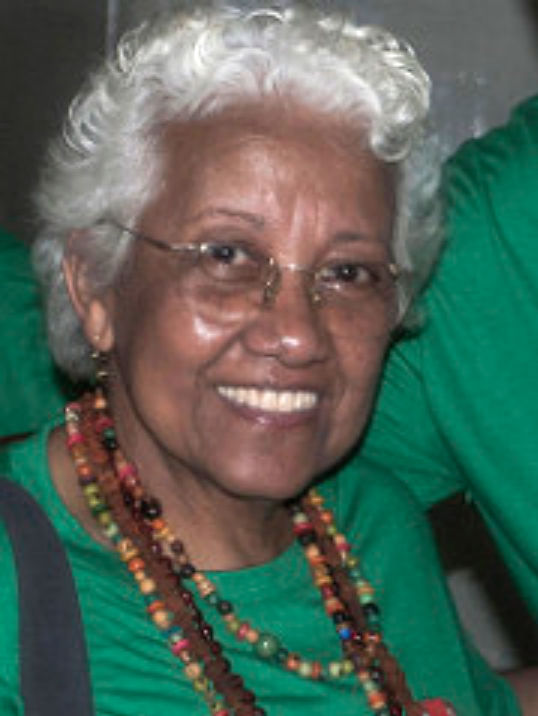
Irene Santos, fotógrafa porto-alegrense dedicada à pesquisa da história e da cultura afro-brasileira.

Em anos recentes alguns coletivos reivindicaram sua herança africana também através das artes visuais, como o Raízes da África, o Quilombos Urbanos e a Frente Negra de Arte, e despontaram personalidades individuais como Maria Lídia Magliani, Carlos Alberto de Oliveira, Pedro Homero, Zé Darci, Silvia Victória, João Altair e Pelópidas Thebano, muitas vezes trabalhando com temáticas relacionadas às tradições e aos mitos religiosos, mas também às questões feminista, operária, e outras que não guardam uma relação direta com temática étnica e se alinham às buscas da vanguarda artística internacional, formando uma classe bastante heterogênea no que diz respeito aos seus interesses plásticos e estéticos. Para o professor da UFRGS Círio Simon, 
"A arte e a estética afro-sul-rio-grandense necessitou iniciar pelo parcos meios sensoriais que sobreviveram à severa  heteronomia da escravidão. Entre estes parcos meios sobrou o gesto do seu corpo, a dança e o ritmo das palmas. Este repertório foi ampliado pela oralidade, o canto e as palavras chaves com que designavam as suas divindades. [...] A franca criação plástica própria e autônoma iniciou com a libertação. É preciso destacar neste iniciar os materiais dos cultos. Os códigos dos alimentos das oferendas formaram códigos plásticos próprios de cada entidade. As vestimentas, os adornos e os instrumentos musicais formaram um primeiro suporte e ganharam formas próprias e legíveis. A assinatura das obras pessoais teve de esperar o século XX. [...] Assim, no visual colorido das suas comidas, nas cores e nas formas dos seus orixás das suas crenças e em especial no espetáculo do carnaval e ultimamente na moda, existe toda uma forma de sentir e expressar visual e de forma plástica na sensualidade do seu corpo. Estas questões estéticas e sociais sofrem severas restrições econômicas e politicas. [...] A tarefa de remover entulhos conceituais, políticos e até físicos que acumularam sobre os índices da arte afro-sul-rio-grandense é imensa e urgente. A memória da escravidão, das pesadas desqualificações, ainda vivas e ativas, somam-se à pobreza dos seus legítimos herdeiros. Os agentes da arte afro-sul-rio-grandense não encontram condições para se dedicarem, em tempo integral, à sua prática, estudo e reprodução, ainda premidos pelas necessidades básicas da vida".

O músico Lupicínio Rodrigues

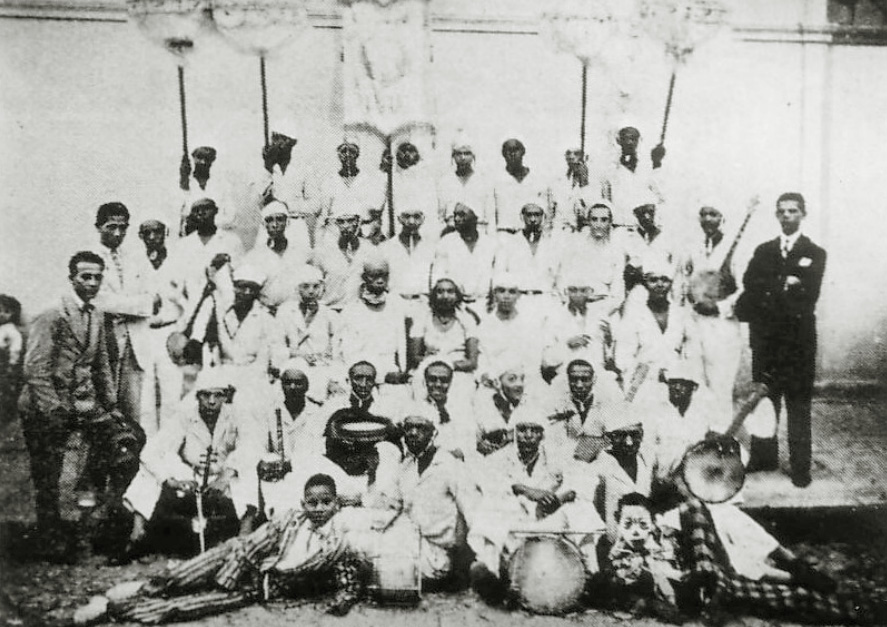
Cordão carnavalesco Os Turunas, da Colônia Africana de Porto Alegre, 1931.

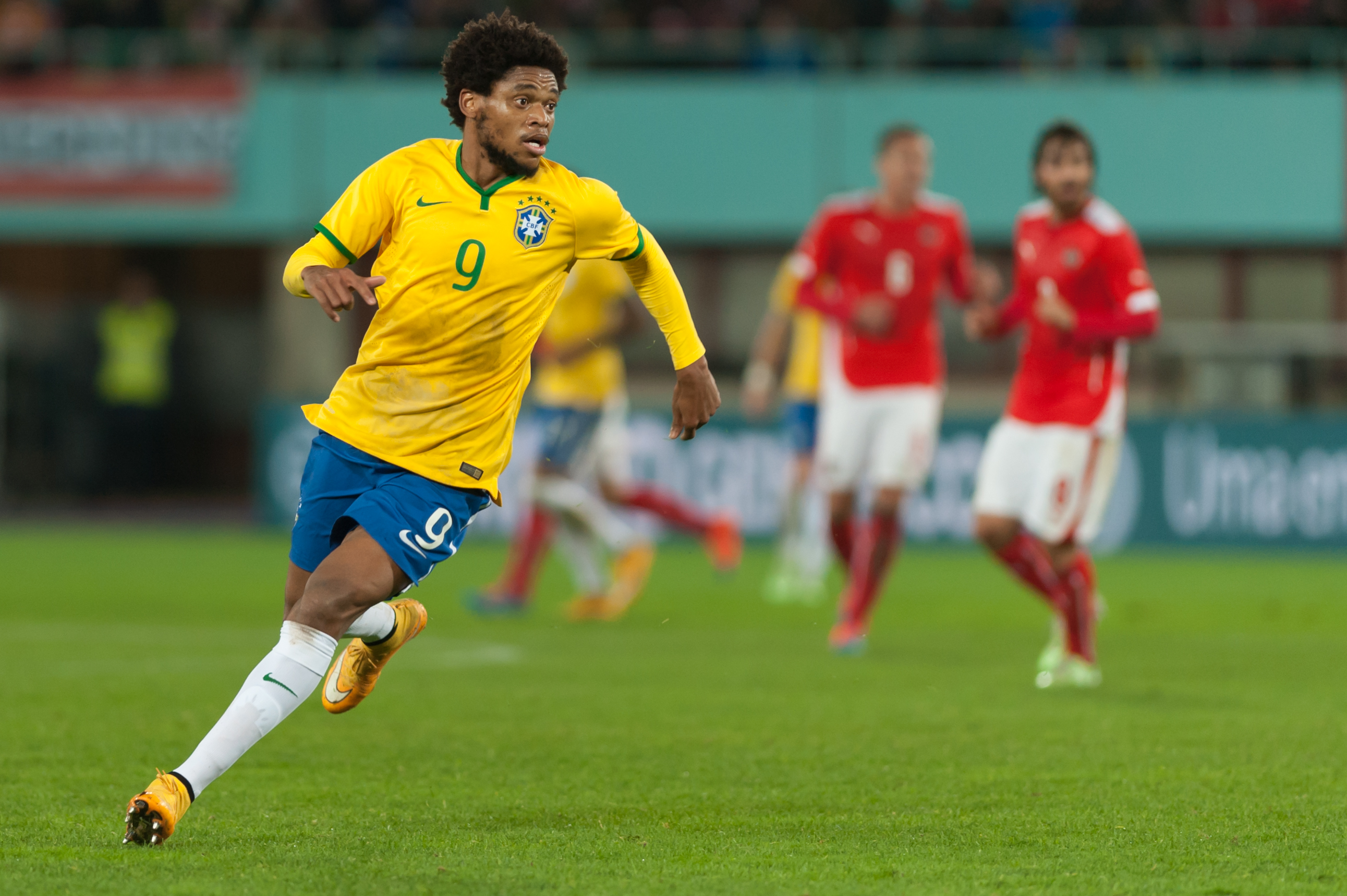
Luiz Adriano jogando pela Seleção Brasileira.

Outras áreas da cultura também são mobilizadas. Desde 2012 está em atividade mensal o Sopapo Poético, considerada uma das mais populares e frequentadas rodas de literatura, poesia e música de Porto Alegre. Segundo o músico Vladimir Rodrigues, um dos fundadores do evento, surgiu pela percepção da necessidade de criar um espaço para reunir e compartilhar a cultura negra. Ali ocorrem leituras de textos, apresentações artísticas, troca de experiências e ideias. Entre os temas mais abordados estão religião, ancestralidade, amor negro, autoestima e imagem, amor próprio e aceitação, valorização da beleza negra e os estigmas e preconceitos. Vera Lopes, Jessé Oliveira, Lilian Rocha, Jorge Moacir da Silva, Glau Barros, Pâmela Amaro, Josiane Acosta, Sirmar Antunes, Zilah Machado, Sidnei Borges, Djâmen Farias, Jorge Onifadê, Lupicínio Rodrigues, Horacina Correa, Vladimir Rodrigues, Celina Alcântara, Renato Borba, Nina Fola, Giba Giba, o grupo Instituto Brasilidades, Oliveira Silveira, o grupo Maracatu Truvão, o grupo Caixa Preta, Álvaro RosaCosta, entre outros, foram ou são referências na poesia, na literatura, na música e no teatro do estado, muitos deles reconhecidos em maior escala através de premiações variadas.
A música tem sido um campo especialmente fértil para a expressão negra. Há uma grande população de artistas dedicando-se a uma variedade de gêneros, que incluem o suingue, o samba-canção, o samba-rock, o nativismo, o pagode, o reggae e a música romântica, contando com um vasto público de todas as etnias. Em 2019 foi lançado no Instituto Sociocultural Afro-Sul Odomodê a Primeira Coletânea de Música Negra Contemporânea. A tradição de grupos musicais negros e escolas de samba é antiga no estado. As escolas de samba, os grupos e sociedades carnavalescas e a apropriação do carnaval de rua, em particular, foram elementos fortemente agregadores para os negros desde os anos 1940, constituindo, nas palavras de Íris Germano, "uma forma de celebrar sua memória africana, suas tradições, suas relações cotidianas, seus territórios de sociabilidades, seus laços de amizade, parentesco, compadrio, solidariedade e também suas desavenças". Em Porto Alegre esse processo se tornou emblemático, e ainda segundo Germano, 
"A festa organizada nesses espaços pelos blocos, cordões e sociedades carnavalescas negras tem um significado especial para os carnavalescos até a atualidade, pois está associada a uma história de resistência, manutenção e criação de fronteiras étnicas pelos descendentes de africanos no passado, e são continuamente evocadas no presente. Esses referenciais étnicos constituídos outrora ainda são fortes símbolos de identificação coletiva para estes segmentos da população, sendo o carnaval um importante referencial de consolidação da identidade negra em Porto Alegre. Estes territórios ainda hoje são evocados nas lembranças de carnavalescos que neles viveram e, também, através da memória preservada e partilhada pelo grupo, que vem sendo passada de geração a geração até a atualidade, caracterizando o carnaval, bem como estes territórios, como uma importante fonte de afirmação identitária para os segmentos negros da população, ou seja, como um importante espaço de preservação da memória e da história da comunidade negra de Porto Alegre, compondo o patrimônio imaterial dessa comunidade".
Programações sobre a cultura afro-gaúcha já existem em rádios, emissoras de TV, em teatros e outros veículos de larga difusão, mas os espaços e oportunidades são limitados. São raros os apresentadores de TV de origem negra. Nas tradicionalistas festividades gauchescas, como na popular Semana Farroupilha, o negro encontrou algum espaço de reconhecimento, participando com diversos piquetes de cavaleiros e peões, que recuperam e celebram a memória dos Lanceiros Negros e o trabalho dos peões negros nas estâncias de gado.
O futebol, por outro lado, tem sido uma área em que seu reconhecimento profissional é facilitado, mas esse reconhecimento não eliminou a discriminação. Desde a década de 1940 floresce uma ininterrupta série de ídolos populares negros, podendo ser citados Tesourinha, Everaldo, Alcindo, Tarcísio Flecha Negra, Roger e Ronaldinho Gaúcho, mas mesmo com todo seu sucesso profissional eles sofrem discriminação. Em 2016 o Rio Grande do Sul foi, pelo segundo ano consecutivo, o estado com maior número de casos de denúncias de racismo no esporte.

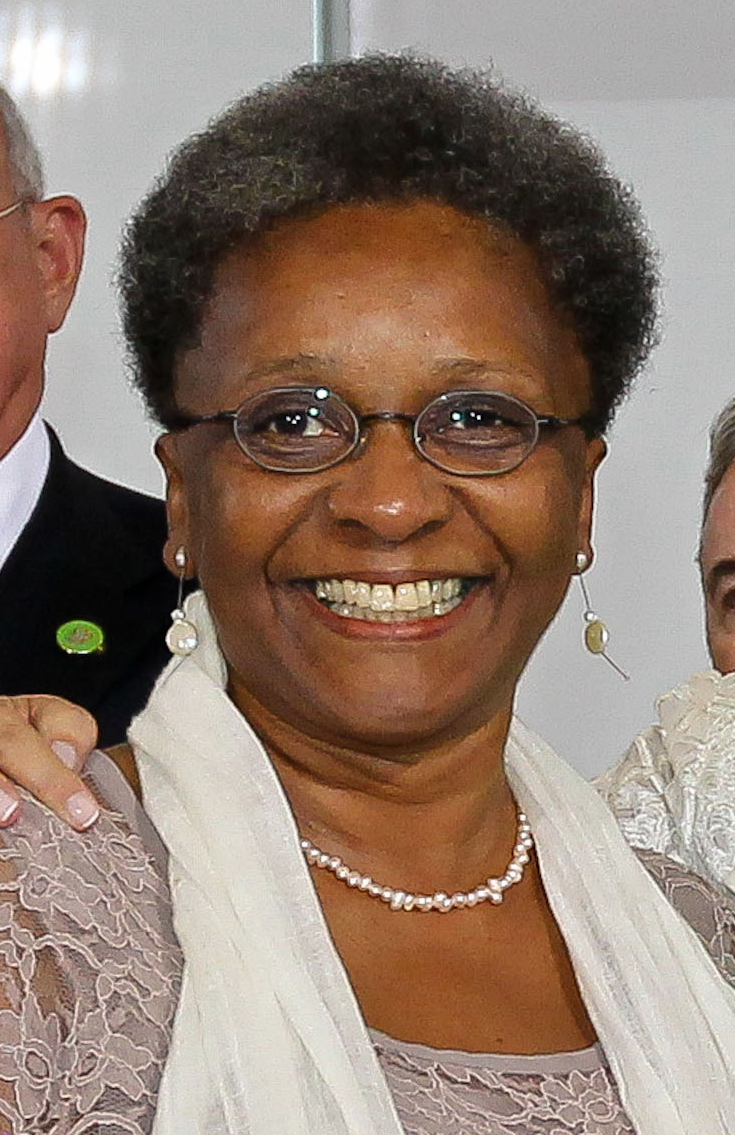
Luiza Helena de Bairros, ministra-chefe da Secretaria de Políticas de Promoção da Igualdade Racial.

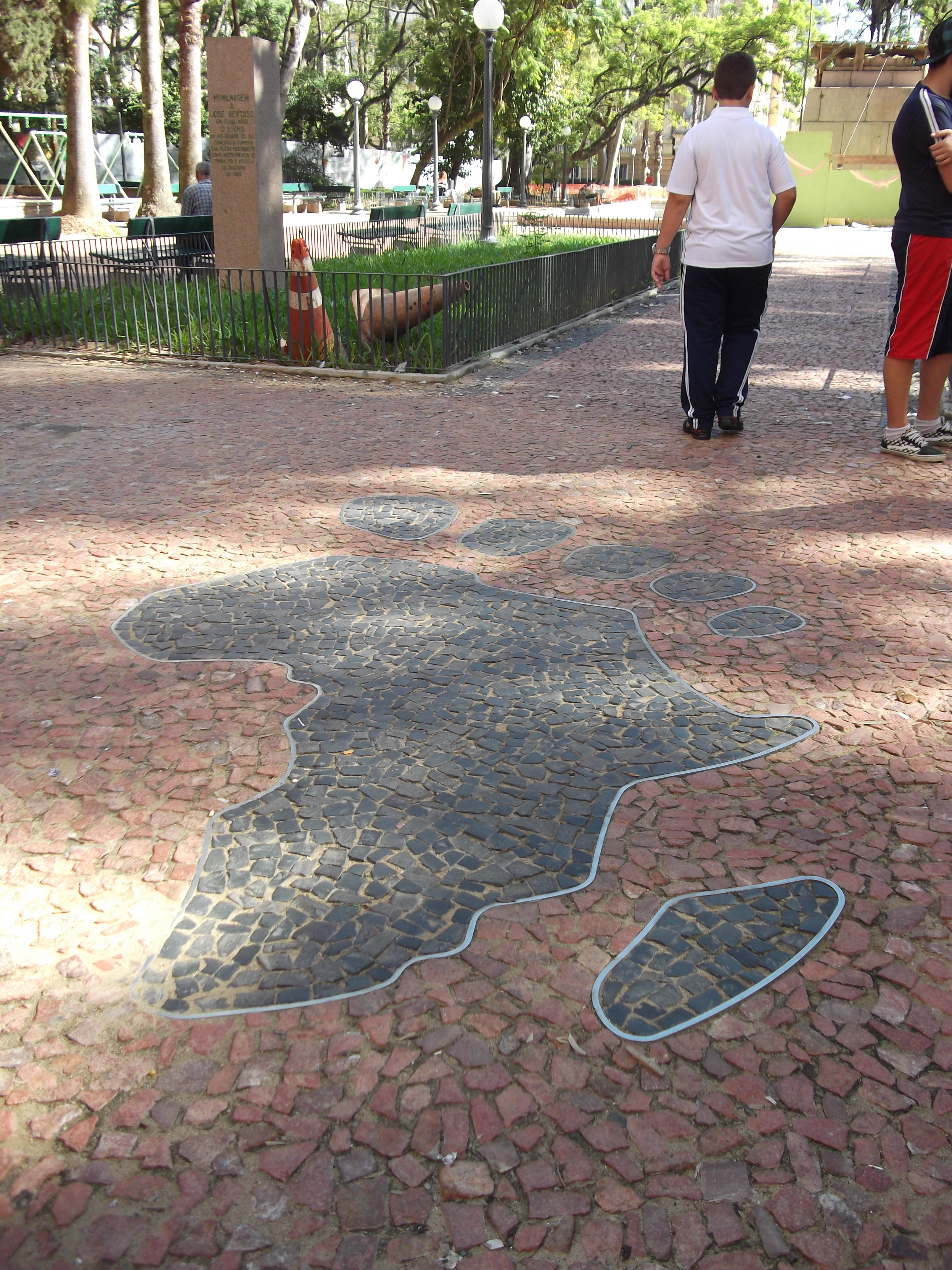
A Pegada Africana na Praça da Alfândega de Porto Alegre, um dos marcos do Museu de Percurso do Negro

Em 1988 o governo do estado criou o Conselho de Desenvolvimento e Participação da Comunidade Negra do Rio Grande do Sul, encarregado de desenvolver estudos, propor medidas e políticas para a comunidade afrodescendente. Várias outras entidades, associações, grupos, universidades e comissões de alto nível, públicos e privados, atualmente trabalham pela valorização da cultura afro-gaúcha, como o Centro de Cultura Negra do Rio Grande do Sul, a Associação Cultural de Mulheres Negras, o Centro Ecumênico de Cultura Negra, a Associação Negra de Cultura, o Grupo de Trabalho Angola Janga, o Centro de Referência Afro-Brasileiro, o Museu de Percurso do Negro, entre muitos outros, promovendo pesquisas, debates, publicações e atividades variadas. Segundo Allan da Rosa, "a cultura negra caracteriza-se pela importância de seus intelectuais, mestres e pensadores orgânicos, assumidamente elos de continuidade e de renovação das culturas que abraçam e por quem são abraçados". Luiza Helena de Bairros, natural de Porto Alegre, foi ministra-chefe da Secretaria de Políticas de Promoção da Igualdade Racial entre 2011 e 2014.
Apesar desses esforços, ainda muito há por fazer, e muito há por conhecer e descobrir sobre a cultura afro-gaúcha. Ou melhor seria dizer, ainda há muito por desvelar para a sociedade branca, uma vez que o desinteresse e o rechaço deste segmento social, ainda dominante, permanecem grandes a respeito de uma realidade que é riquíssima em expressões e fecundíssima em possibilidades, mas permanece muito na sombra em múltiplos níveis, nos patrocínios, na mídia, no marketing comercial, e em tantos outros. Não apenas no campo cultural, e não diferente do que sucede no restante do Brasil, o negro gaúcho ainda é inferiorizado no mercado de trabalho, nas relações sociais, no sistema educacional, no acesso à saúde e aos serviços, na política e em quase todas as esferas da sociedade regional. Em 2010 a desigualdade no Índice de Desenvolvimento Humano entre negros e brancos no estado era a maior do Brasil, segundo dados do Programa das Nações Unidas para o Desenvolvimento, e de todas as cidades gaúchas a desigualdade era maior em Porto Alegre.
Desde 2003 ensino da cultura africana e afro-brasileira nas escolas públicas e privadas se tornou obrigatório, mas muitas escolas não estão preparadas para ministrá-lo, ou o ministram de forma a abafar tensões e não resolvê-las construtivamente, perpetuando estereótipos que deveriam ser dissolvidos em um ambiente que se presumiria efetivamente educativo e esclarecedor. Considerando que a cultura dominante no estado se caracterizou pelo ocultamento da herança africana, em 2015 a OAB-RS criou a Comissão da Verdade da Escravidão Negra, inspirada na Comissão Nacional da Verdade sobre os crimes da Ditadura, com o objetivo de "acessar verdades, apurar responsabilidades e encaminhar uma agenda de medidas de reparação. [...] Se, na maior parte do país, a identidade nacional se erigiu sob a noção de mestiçagem, no Rio Grande do Sul cultivou-se um ideal de europeidade excludente da população negra. Nesse sentido, a Comissão necessita romper um manto de invisibilidade: para executar medidas de reparação, é preciso afirmar a existência desses sujeitos históricos".

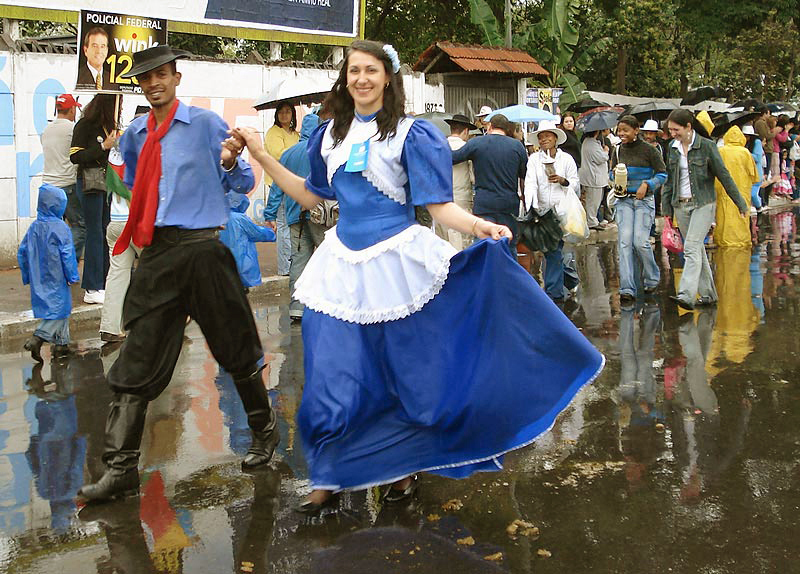
Um casal com a tradicional indumentária gauchesca no desfile da Semana Farroupilha de 2006.

Festa de Ibeji no Batuque do Rio Grande do Sul. Sociedade Beneficente Africana São Gerônimo, Porto Alegre.

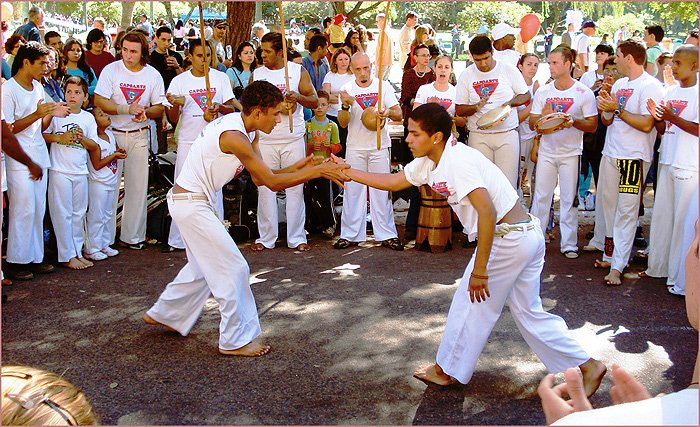
Roda de capoeira em Porto Alegre.

A contribuição negra para o estado é incontestável e de grande significado em uma ampla gama de frentes, que passam pela economia, imprensa, artes, espiritualidade, movimentos sociais, associativismo, folclore, educação, feminismo, política e sociedade, renovando e enriquecendo a cultura e a identidade coletiva regional e influenciando até mesmo a realidade nacional. Embora já tenha ficado patenteada a formação de modalidades diferenciadas de ativismo e de uma cultura regional com características próprias a partir da herança africana, frutos de uma geografia, de uma história e de um contexto peculiares, a "cultura afro-gaúcha" como um conceito científico ainda está em processo de construção e delimitação, mas o termo já ganhou expressiva aceitação popular. Nas palavras de Paulo Romeu, membro da comunidade afro entrevistado pela pesquisadora Patrícia da Silva Pereira, o termo "tá sendo mais usado, no popular, né! O pessoal tá se identificando mais assim, falando que é afro-gaúcho. [...] A gente tem uma cosmovisão africana. A gente se entende como brasileiro, esta mistura toda do brasileiro, esta mistura toda que a gente tem do afro-gaúcho, esta mistura mais com italiano, alemão, eslovaco, índio, o dos Andes que são a maioria também de índio. Esta coisa do afro-gaúcho tem uma diferença bem grande do afro que tá lá no nordeste do Brasil". O confronto com grupos de outras culturas ressalta as especificidades dos grupos negros locais, especificidades que se tornam a base para mobilizações coletivas. Para Silva Pereira, 
"Desta convivência [dos negros com outras etnias], às vezes conturbada, às vezes mais pacífica, outras tantas obrigatórias e servis, surge outro modo de viver que influenciará definitivamente todas as demais culturas. Esta mistura de hábitos e culturas, que virou um encontro de semelhanças e traçou os vincos onde as diferenças eram intocáveis (para sua manutenção e perpetuação), é que forjou a identidade deste afro-gaúcho. [...] Ser afro-gaúcho é compreender todas as diferentes colaborações que foram constituintes de nossa ancestralidade negro-africana, trazidas de África nas memórias dos lá sequestrados, pelas diferentes etnias trazidas como mão-de-obra escravizada. É vislumbrar as semelhanças e diferenças com os outros povos originários, que aqui já habitavam, que também foram explorados e expropriados, de outras formas e medidas, mas que resistiram dentro de suas possibilidades históricas e materiais. É reconhecer os traços das contribuições dos colonizadores e colonos, que trouxeram aos nossos antepassados, que co-habitaram e desbravaram estas terras e se tornaram seus donos também. [...] Ser negro (afrobrasileiro), aqui é diferente de ser negro em qualquer outra parte do Brasil".
Na visão de Íris Germano, 
"Mesmo comunicando a diferença, a cultura negra inseriu-se, conviveu, a seu modo, com a realidade branca. Portanto, a construção da identidade negra deu-se no interior mesmo dessa realidade branca, por usos e vivências próprias da cidade e da realidade, já que a fronteira étnica constitui-se a partir da comunicação das diferenças e não através do isolamento de uma dada cultura. [...] Ao invés dessa contínua circularidade cultural representar a perda de uma identidade cultural, a cultura negra, ao contrário, desenraiza-se continuamente sem deixar de ser negra, sem perder sua identidade, reforçando os elos de pertencimento a um mesmo grupo étnico-social; ela consegue ser gaúcha e brasileira, ao mesmo tempo em que consolida sua origem africana, seu pertencimento a uma cultura negra espalhada como rede pelo mundo inteiro e que se mantém devido a esse elo da ancestralidade africana, mesmo tendo que enfrentar políticas nacionalistas de branqueamento e desafricanização. É desta forma que o samba nacional se funde com o reggae na batida do bloco baiano Olodum, e é assim que o bloco afro-gaúcho Odomodê produz, em sua bateria, a batida de funk e de samba-reggae acompanhadas pelo sopapo, um instrumento típico do negro gaúcho. [...] E esta talvez seja a grande força da cultura negra no Rio Grande do Sul, no Brasil ou em qualquer parte do mundo: a capacidade de resistir, manter e recriar continuamente uma identidade cultural intercontinental, descentralizada, desenraizada, produto de uma imensa circularidade, fruto da diáspora, mas, ainda assim, reconhecidamente negra e que tem, como elo comum e sagrado, a ancestralidade africana".